# Municipio de Clinton (condado de Rock)
El municipio de Clinton (en inglés: Clinton Township) es un municipio ubicado en el condado de Rock en el estado estadounidense de Minnesota. En el año 2010 tenía una población de 277 habitantes y una densidad poblacional de 3,01 personas por km².

## Geografía
El municipio de Clinton se encuentra ubicado en las coordenadas 43°32′39″N 96°13′57″O / 43.54417, -96.23250. Según la Oficina del Censo de los Estados Unidos, el municipio tiene una superficie total de 92.18 km², todos ellos de tierra firme.

## Demografía
Según el censo de 2010, había 277 personas residiendo en el municipio de Clinton. La densidad de población era de 3,01 hab./km². De los 277 habitantes, el municipio de Clinton estaba compuesto por el 98,92 % blancos, el 0,72 % eran afroamericanos y el 0,36 % eran de una mezcla de razas. Del total de la población el 2,17 % eran hispanos o latinos de cualquier raza.